# Senglea
Senglea (en maltés Città Invicta o L-Isla) es un consejo local y un poblado en la isla de Malta. Es la localidad más pequeña del país, con un área de 0.2 km² y una población de 3.528 habitantes. Tomó su nombre de Claude de la Sengle,  (1494 –Mdina, Malta,  18 de agosto de 1557),  Gran Maestre de la Orden de San Juan desde el 11 de septiembre de 1553.
Se encuentra enclavada junto al cabo Isla, o cabo Senglea, al que da nombre.